# Anna Stridh
Anna Katarina Petersdotter Stridh, född 17 mars 1807 i Skäckarp, Annerstads socken, Kronobergs län, död 20 maj 1874 i Stackarp, Torpa församling, Kronobergs län, var en svensk bonadsmålare.  
Hon var gift med hornblåsaren Lars Stridh. Hon var som bonadsmålare mycket produktiv och framstår som en sen representant för det sydsvenska bonadsmåleriet inom Sunnerboskolan. En stor del av hennes produktion består av de traditionella religiösa motiven som hon med en stor frihet har tolkat på ett eget sätt men hon utförde även dekorativa målningar med blom- och fågelmotiv. Hon målade med snabba flödiga penselstreck med en naivistisk fri form. Hon utformade dessutom ett antal julbrev med förklarande texter. 
Ett 20-tal av hennes målningar visades 1965 på Riksförbundet för bildande konsts vandringsutställning Sydsvenkt bygdemåleri ur Anette och Zea Anderséns samlingar i  Sverige och senare samma år överfördes utställningen till Helsingfors. När Stridhs målningar uppmärksammades i början av 1930-talet attribuerades de först felaktigt till hennes dotter Anna Britta Larsdotter (1844–1920) som man visste arbetade med konstvävnad och försäljning av tryckta julark, men den attribueringen bestrids av dateringen på en del av de bevarade målningarna.  